# Carcelia flavimaculata
Carcelia flavimaculata är en tvåvingeart som beskrevs av Sun och Zhao 1993. Carcelia flavimaculata ingår i släktet Carcelia och familjen parasitflugor.
Artens utbredningsområde är Hunan (Kina). Inga underarter finns listade i Catalogue of Life.